# Sąd rodzinny (serial telewizyjny)
Sąd rodzinny – polski serial paradokumentalny typu court show emitowany na antenie TVN w latach 2008–2011.
Zdjęcia do serialu realizowano w studiu TVN w Sękocinie Starym pod Warszawą.

## Charakterystyka formatu
W każdym odcinku rozpatrywane były sprawy o rozwód, alimenty, eksmisje, wnioski o ograniczenie lub pozbawienie władzy rodzicielskiej czy uregulowanie kontaktów z dzieckiem. W odcinkach, w których były sprawy z udziałem nieletnich sprawców czynów zabronionych, pojawiali się prokuratorzy. Sprawy prezentowane w serialu oparte były na autentycznych historiach rodzinnych.
W wywiadzie udzielonym portalowi Krosno24.pl w 2008 roku wcielający się w rolę sędziego Artur Lipiński powiedział, że decyzja w sprawie wyroku wygłaszanego na koniec każdego odcinka, tak samo jak treści mowy końcowej, należy do niego i nie znają jej ani producenci, ani pozostali aktorzy.

## Obsada
| Imię i nazwisko       | Rzeczywisty zawód       | Zawód odgrywany w serialu | Lata występowania w serialu |
| --------------------- | ----------------------- | ------------------------- | --------------------------- |
| Artur Lipiński        | sędzia                  | sędzia                    | 2008–2011                   |
| Justyna Koska-Janusz  | adwokat, później sędzia | adwokat                   | 2008–2010                   |
| Magdalena Wilk        | adwokat                 | adwokat                   | 2010                        |
| Piotr Ostafi          | adwokat                 | adwokat                   | 2008–2011                   |
| Magdalena Grześkowiak | adwokat                 | adwokat                   | 2011                        |
| Artur Łata            | adwokat                 | prokurator                | 2009, 2011                  |
| Paweł Sobczak         | adwokat                 | prokurator                | 2009                        |
| Krzysztof Ochenkowski | bd.                     | ochroniarz                | 2008–2011                   |
| Paweł Dudzik          | bd.                     | ochroniarz                | 2009–2010                   |

## Historia emisji
| Sezon telewizyjny | Sezon telewizyjny | Odcinki      | Premierowa emisja (TVN) | Premierowa emisja (TVN) | Premierowa emisja (TVN)                          |
| Sezon telewizyjny | Sezon telewizyjny | Odcinki      | Początek emisji         | Koniec emisji           | Pora emisji                                      |
| ----------------- | ----------------- | ------------ | ----------------------- | ----------------------- | ------------------------------------------------ |
| 1.                | wiosna 2008       | 1–23 (23)    | 4 marca 2008            | 29 maja 2008            | wtorek i czwartek 17.25 (do 2 października 2008) |
| 2.                | jesień 2008       | 24–52 (29)   | 2 września 2008         | 11 grudnia 2008         | wtorek i czwartek 17.25 (do 2 października 2008) |
| 2.                | jesień 2008       | 24–52 (29)   | 2 września 2008         | 11 grudnia 2008         | wtorek i czwartek 16.55 (od 7 października 2008) |
| 3.                | wiosna 2009       | 53–78 (26)   | 17 lutego 2009          | 14 maja 2009            |                                                  |
| 4.                | jesień 2009       | 79–102 (24)  | 8 września 2009         | 26 listopada 2009       |                                                  |
| 5.                | wiosna 2010       | 103–132 (30) | 16 lutego 2010          | 27 maja 2010            |                                                  |
| 6.                | jesień 2010       | 133–154 (22) | 7 września 2010         | 23 listopada 2010       |                                                  |
| 7.                | wiosna 2011       | 155–183 (29) | 8 lutego 2011           | 19 maja 2011            |                                                  |
| 8.                | jesień 2011       | 184–214 (31) | 6 września 2011         | 22 grudnia 2011         |                                                  |

W styczniu 2012 roku stacja TVN poinformowała, że serial został zdjęty z anteny.